# هریپسیمه استامبولتسیان
هریپسیمه آساطوری استامبولتسیان (ارمنی: Հռիփսիմե Ասատուրի Ստամբուլյան؛ زادهٔ ۱ ژانویهٔ ۱۹۸۳) یک  سیاستمدار اهل ارمنستان است که از تاریخ ۲۰۲۱ تا تاریخ ۲۰۲۶ سمت نمایندگی دوره هشتم مجلس ملی جمهوری ارمنستان را برعهده داشت.

## زندگی‌نامه
در ۱ ژانویهٔ ۱۹۸۳ در آرارات به دنیا آمد و از دانشگاه دولتی زبان‌ها و علوم اجتماعی بروسوف ایروان فارغ‌التحصیل شد. 